# Glenwood (Minnesota)
Glenwood – miasto w Stanach Zjednoczonych, w stanie Minnesota, w hrabstwie Pope.